# Limax hemmeni
Limax hemmeni ist eine Nacktschnecken-Art aus der Familie der  Schnegel (Limacidae) in der Unterordnung der Landlungenschnecken (Stylommatophora). Die Art ist nach ihrem Entdecker Jens Hemmen (Wiesbaden) benannt worden.

## Merkmale
Die Tiere sind ausgestreckt und in Alkohol konserviert bis zu 77 mm lang. Der Mantel nimmt davon 29 mm ein, also deutlich über ein Drittel der Gesamtkörperlänge. Er ist zum hinteren Ende dreieckig ausgezogen, und nicht gerundet. Das Atemloch ist 29 mm vom Vorderrand des Mantels entfernt, liegt also deutlich hinter der Mitte des Mantels. Der Kiel ist vergleichsweise kurz und beschränkt sich auf den hintersten Teil des Körpers. Der Mantel und der Rücken der Tiere ist aschgrau gefärbt und mit unregelmäßig verteilten und ungleich großen, scharf gezeichneten, gelben Flecken besetzt. Die Fußsohle ist einheitlich hell gefärbt.
Der Genitalapparat befindet sich in der vorderen Körperhälfte. Die bräunlich gefärbte Zwitterdrüse liegt ungefähr in der Mitte des Körpers, d. h. am hinteren Ende des Genitalapparates zwischen den ersten beiden Darmschlingen. Die Zwitterdrüse ist klein und rundlich bis oval geformt. Der Zwittergang (Spermovidukt) ist mittellang, gewunden und am Ende verdickt. Die ebenfalls bräunlich gefärbte Eiweißdrüse ist zungenförmig. Die Prostata erstreckt sich angeheftet über die gesamte Länge des Spermoviduktes. Der freie Eileiter (Ovidukt) ist relativ kurz und bauchig ausgewölbt. Die Spermathek ist kugelig und sitzt auf einem vergleichsweise langen Stiel. Das Atrium ist kurz, der Penis vergleichsweise kurz und gewunden. Er erreicht ungefähr 3/7 der Körperlänge. Das obere, eingeschnürte Ende oder Appendix ist hakenförmig ausgezogen. Appendix und Penis proper sind durch Muskelfasern und Bindegewebe miteinander verbunden. Der Samenleiter mündet fast am apikalen Ende im Bereich des Appendix in den Penis. Der Retraktor teilt sich in mehrere Muskelstränge; ein Strang setzt am eingeschnürten Appendix an, die restlichen Stränge vor der Einschnürung.

### Ähnliche Arten
Limax hemmeni kann aufgrund der eigentümlichen Penisausbildung (abgewinkelter Appendix ist mit dem Penis proper durch Muskelfasern und Bindegewebe verbunden) nur mit Limax dobrogicus Grossu & Lupu, 1960 verglichen werden. L. hemmeni hat aber einen längeren Penis und einen dreieckig nach hinten endenden Mantel.

## Geographische Verbreitung und Lebensraum
Die Art ist endemisch auf der Insel Samos (Griechenland). Sie wurde dort auf einem nach Südosten abfallenden Hang eines verwilderten Olivenhains unter großen Steinplatten gefunden. Über die Lebensweise ist sonst nichts bekannt.

## Taxonomie
Das Taxon wurde 1983 von Wolfgang Rähle (1939–2019) erstmals beschrieben. Die Art ist nur ungenügend bekannt; vor allem zu Lebensweise und Fortpflanzung liegen keine Daten vor.

## Belege

### Online
- AnimalBase - Limax hemmeni